# Очанка гайова
Очанка гайова (Euphrasia nemorosa) — вид рослин з родини вовчкових (Orobanchaceae), поширений у Європі й Північній Америці.

## Опис

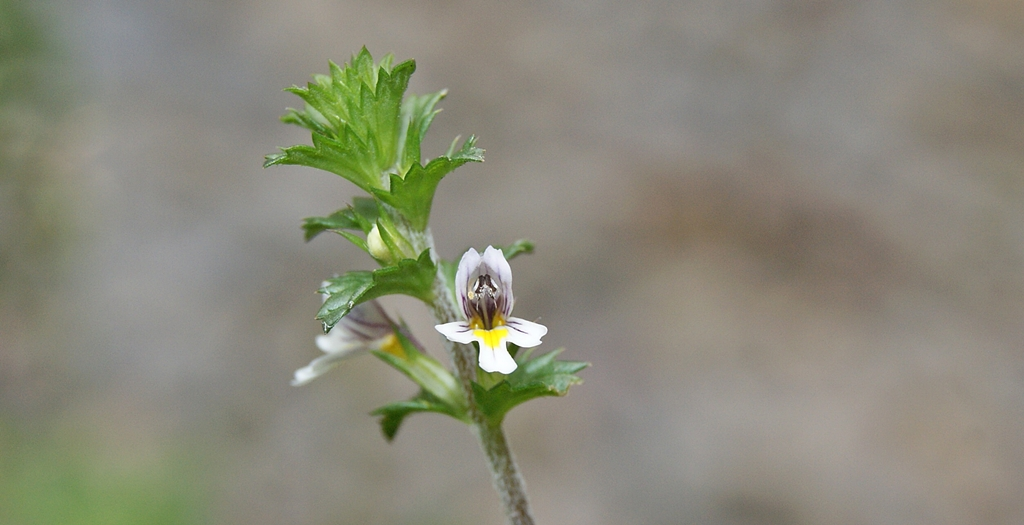
квіти

Однорічні трави, до 35(40) см, від зеленого до фіолетового кольору, голі або іноді волосисті. Випростані стебла, як правило, рясно розгалужені, часто із вторинними розгалуженнями. Віночок від невеликого до середнього (5)6–7(8) мм, білий або рідко фіолетовий. Коробочка 4–6 мм, з численними довгими волосками.

## Поширення
Поширений у Європі й Північній Америці.